# GOGOMONZ
GOGOMONZ（ゴゴモンズ）は、FM NACK5で放送されているラジオ番組である。

## 概要
2011年春のNACK5の大改編によってスタートした番組。2011年4月4日放送開始。前番組の「NACK ON TOWN」に比べ、かなりバラエティ色の強い番組となっている。聴取率は高く、NACK5平日昼の看板番組である。
また、祝日など不定期でHMV大宮アルシェ店内のサテライトスタジオ「STUDIO ARCHE」ほか、各所イベントスペースなどから公開生放送を行うことがある。
テーマ曲はマーク・シャイマン「Mitchy the Kid」。リスナーの投稿したラジオネームを鬼丸が読み上げた直後に、女性パーソナリティーが「ありがと。」と言うのが、お約束になっている。

## パーソナリティ
- 三遊亭鬼丸
- アイドル鳥越（2021年10月4日 - 2025年1月29日、月・水曜日担当　2025年2月3日 - 、月・火曜日担当）
- 横田かおり（2021年10月5日 - 2025年1月30日、火・木曜日担当　2025年2月4日 - 、水・木曜日担当）

初代パーソナリティにして6年半ぶりに女性パーソナリティとして復帰。番組開始の2011年4月4日～2015年2月26日まで、初代女性パーソナリティーを担当していた。

### 過去のパーソナリティ
- 小林アナ（2015年4月1日 - 2016年9月29日）

小林が担当するまでの間は、「1か月丸ごとプロダクション祭り」と題して、大手プロダクションから様々な女性ゲストを日替わりで登場。1人が2時間、もう1人の別の女性ゲストが2時間担当する形が取られた。
現在もスペシャルウィークなどの特別放送時に「ブスタピオカ」「ベロンチョ小林」など本人が適当に名付けた芸名で「小林アナの友人」として参加する事がある。
- 吉田奈央（2016年10月3日 - 2017年3月16日）

体調不良のため、2017年3月2日放送分を最後に出演を見合わせていた。その後、正式に降板することが3月16日放送のエンディングおよび同日放送後に更新された番組公式ブログで発表された。
- 高橋麻美（2017年5月1日 - 2021年9月30日）本人の妊娠公表、それに伴う出産育児期間に入るため、2021年9月30日放送分を最後に出演降板となった。

### 臨時パーソナリティ
三遊亭鬼丸の夏休みに伴う代理
- 五明樓玉の輔（2013年7月22日 - 7月25日、2014年7月28日・7月30日、2015年8月3日）
- 林家木久蔵（2014年7月29日・7月31日、2015年8月5日、2016年7月26日）
- タイムマシーン3号（2015年8月4日）
- 柴田聡（2015年8月6日、2016年7月28日、2017年7月27日、2018年6月25日・6月26日、2019年6月24日・25日）
- 新宿カウボーイ（2016年7月25日）
- 藤原倫己（2016年7月27日、2017年7月24日）
- 西村真二（2017年7月25日）
- Happyだんばら（2017年7月26日、2018年6月27日・6月28日、2019年6月26日・27日）
- 古坂大魔王（2020年6月23日）
- アキラ100%（2020年6月22日・6月24日）
- ノブオ（ペンギンズ）（2020年6月25日）
- 小柳心（2021年5月31日 - 6月3日）

高橋麻美の夏休み・欠席に伴う代理
- 小出真保（2018年8月20日・21日、12月18日・19日、2019年5月13日・16日・20日・27日・29日、6月5日）
- 富永美樹（2018年8月22日・23日）
- あいしす（2018年12月20日）
- 和田奈美佳（2019年5月14日・21日・22日・28日、6月4日）
- 浜口順子（2019年5月15日・23日、6月3日）
- 横田かおり（2019年5月30日・6月6日、2021年8月10日・12日）
- アイドル鳥越（HENHEN事変）（2021年8月9日・11日）※2021年10月から月・水曜パーソナリティ

吉田奈央の欠席・降板に伴う代理
- 上野優花（2017年2月1日・3月8日）
- 色紙千尋（2017年2月2日・3月7日）
- 井澤愛巴（2017年3月9日・3月30日）
- 小川枝里子（2017年3月13日）
- 高橋麻美（2017年3月14日）※2017年5月～2021年9月までパーソナリティ
- 西村季里子（2017年3月15日）
- アイシス（2017年3月16日）
- 山口綾子（2017年3月20日）
- 後藤沙織（2017年3月21日）
- 日野麻衣（2017年3月22日）
- 椎名歩美（2017年3月23日）
- 橋本楓（2017年3月27日）
- 江奈さやか（2017年3月28日）
- 鈴谷優（2017年3月29日）

アイドル鳥越の欠席に伴う代理
- 小林アナ（2022年1月24日）※ラジオのアナ〜ラジアナ月曜日パーソナリティ。2016年9月までパーソナリティを務めていた。
- ペンギンズ（2022年1月26日）

プロダクション祭り（2015年）
- 小林恵美・南まりか（2015年3月2日）
- ドーキンズ英里奈・岡田サリオ（2015年3月3日）
- 谷澤恵里香・田代さやか（2015年3月4日）
- 浜口順子・津田麻莉奈（2015年3月5日）
- 星川桂・伊地知玲奈（2015年3月9日）
- 清水ひとみ・ヴァチスト太田（2015年3月10日）
- 柳田小百合・湊ジュリアナ（2015年3月11日）
- 脇田恵子・ニコル（2015年3月12日）
- 梨里杏・梨衣名（2015年3月16日）
- 西脇彩華・杉ありさ（2015年3月17日）
- せきぐちゆき・片桐八千代（2015年3月18日）
- みはる・堂尾弘子（2015年3月19日）
- 小出真保・伊倉愛美（2015年3月23日）
- 笹木香利・名倉七海（2015年3月24日）
- 金澤朋子・生田衣梨奈（2015年3月25日）
- 田﨑あさひ・岡田万里奈（2015年3月26日）

NACK5パーソナリティ祭り（2017年4月17日 - 4月20日を除く。）
- 池田香織（2017年4月3日）
- 棚橋麻衣（2017年4月4日）
- かえひろみ（2017年4月5日）
- ドーキンズ英里奈（2017年4月6日）
- 村田綾（2017年4月10日）
- Happyだんばら（2017年4月11日）
- 春日萌花（2017年4月12日）
- 岡田サリオ（2017年4月13日）
- 高橋胡桃・横田かおり（2017年4月17日）
- 小松美咲・ダイナマイト信州（2017年4月18日）
- 佐藤ミケーラ・横田かおり（2017年4月19日）
- アイシス・SAKU-SANAE（2017年4月20日）
- 小林千鶴（2017年4月24日）
- 山田真以（2017年4月25日）
- 佐々木もよこ（2017年4月26日）
- 豊田真希（2017年4月27日）

## タイムテーブル
原則として、コーナーが設けられていない曜日や時間帯には、日替わりメインテーマのメッセージを中心に放送されている。スタイルフリーのメッセージは、16時台冒頭（NTT GOGOMONZ Cafeの直前）に読まれることが多い。
2022年4月4日現在
13時台
- 13:00　オープニング
- 13:05　NACK5 NEWS
- 13:08　NACK5 TRAFFIC（警視庁スタジオ）
- 13:11　メインテーマ発表、メニュー紹介
- 13:30　NACK5 TRAFFIC（篠崎運輸(NEXUSグループ)提供：埼玉センター）
- 13:35　GO! GO! 東京ディズニーリゾート（偶数月の概ね第1週に放送）
- 13:50　FM Radio Shopping

14時台（時報なし）
- 14:00　NACK5 NEWS
- 14:03　NACK5 TRAFFIC（九段センター）
- 14:13　Music ごっそりーず（木曜日）
- 14:30　NACK5 TRAFFIC（JU埼玉加盟店提供：埼玉センター）
- 14:50　FM Radio Shopping

15時台
- 15:00　NACK5 NEWS
- 15:03　NACK5 TRAFFIC（近藤建設グループ提供：交通管制センター）
- 15:05
  - 月曜日：餃子の王将 HOT FUNTIME
  - 木曜日：アイダ設計 マイホームTIME
- 15:20　DRIVE A GOGOMONZ　素敵なクルマライフ
- 15:31　NACK5 TRAFFIC（富士住建提供：交通管制センター）
- 15:50　DREAM CARAVAN（火曜日・木曜日）

16時台（時報なし）
- 16:00　NACK5 Afternoon Line
- 16:06　NACK5 TRAFFIC（パチンコ&スロット ラ・カータグループ提供：交通管制センター）
- 16:10　4時のGOGOMONZ
- 16:36　NACK5 TRAFFIC（パチンコ・スロット ジャンジャンデルノザウルス提供：交通管制センター）
- 16:40　ASAHI BEER AFTER6 CRUISING（木曜日）
- 16:50　エンディング

## 現在のコーナー

### 全曜日共通

#### DRIVE A GOGOMONZ　素敵なクルマライフ
埼玉トヨペット提供。曜日別にテーマが設けられており、リスナーからのメッセージが紹介される。メッセージテーマは、過去にメインテーマで扱われたものの中から選ばれており、不定期で新テーマに交替される。
2016年4月から2017年3月までの1年間、水曜日ではメッセージテーマが設定されず、スポンサーである埼玉トヨペットの各支店を女性パーソナリティが訪問した模様が放送され、ディーラー担当者が車種や運転心得などの紹介やリスナーからの質問への回答などをおこなっていた。1ヶ月間の休止を経て、2017年5月から木曜日に移動し、従来のメッセージテーマと隔週で放送されている。また、各支店訪問が取りやめ、鬼丸とディーラー担当者との電話によるやり取りに変更された。2021年10月から木曜日のメッセージテーマが久々に復活することになった。
現在のメッセージテーマ（2022年1月27日現在）
- 月曜日：「『一緒にされたくない』or『一緒は嫌だ』or『なんで一緒？！』の、記憶」（2022年1月24日 - ）
- 火曜日：「『それがどうした』or 『で！？』or 『だから何だというのだ』の、記憶」（2022年1月25日 - ）
- 水曜日：「『間違ってないよね』or『普通だよね』or『変じゃないよね』の、記憶」（2022年1月26日 - ）
- 木曜日：「車のシートに包まれて、あの日　私は・・・」（2021年10月7日 - 、隔週）

#### 4時のGOGOMONZ
2021年10月4日から始まった新コーナー。曜日別にテーマが設けられており、リスナーからのメッセージが紹介されるほか、併せて曲のリクエストも行われており、各日2～3曲紹介される。メッセージテーマは、過去にメインテーマで扱われたものの中から選ばれており、不定期で新テーマに交替される。なお、このコーナーでゲストが登場する場合、通常のメッセージ紹介は休止される。
現在のメッセージテーマ（2022年1月27日現在）
- 月曜日：「この汚れは落とせないと思う「私の心の汚れ」報告会」・「おろ？！何この『お知らせ』or『案内』or『アピール』or『報告』の、記憶」（2022年1月24日 - ）
- 火曜日：「『○○○○したらいいのに』or『○○○○ちゃったらいいのに』の、記憶」（2022年1月25日 - ）
- 水曜日：「『時代遅れ』or『古臭い』or『古くて悪かったな！』の、記憶」（2022年1月26日 - ）
- 木曜日：「その言葉！私には『呪い』にしか聞こえませんからね～！の記憶」・「独断と偏見でゴメンね！『 どうせみんな、こうなるんだよ！ 』報告会」（2022年1月27日 - ）

### 各曜日限定

#### 餃子の王将 HOT FUNTIME（月曜日）
2018年6月4日開始。餃子の王将提供。腹減らし聖子という謎の女性リポーターが餃子の王将各店舗に突撃取材をするコーナー。オープニングでは、スタジオの空気そっちのけで腹減らし聖子が「森のくまさん」を改変したオリジナルソングをアカペラで歌い上げる。また、話す際は語尾に「～ズラ」という長野県方言になる。

#### アイダ設計 マイホームTIME（木曜日）
アイダ設計提供。

### その他
- Music ごっそりーず木曜日14:13頃

レコード会社3社のプロモーターが1曲ずつ、1分間で新曲のプロモーションを行う。1コーラス流した後にリクエストを募集し、3曲の中からリクエストが一番多かった曲をフルコーラス流す。以前は火曜日も放送していたが、今現在は木曜日に放送されている。
- DREAM CARAVAN 火曜日・木曜日15:50頃

前番組「NACK ON TOWN」から続くコーナー。レポーターが様々な場所からレポートする。
- NACK5 Afternoon Line 16:00すぎ

前番組「NACK ON TOWN」から続くニュースコーナー。担当のニュースアナウンサーとパーソナリティが共に進行する。ただし不定期で行われる公開生放送の時は、ニュースアナウンサーのみで送る。
- GO! GO! 東京ディズニーリゾート 偶数月の概ね第1週に放送

パーソナリティが実際に東京ディズニーリゾートに行き、注目スポットをレポートする。
- ASAHI BEER AFTER6 CRUISING  木曜日16:40頃、毎年4月～10月の概ね第1-2週まで放送

アサヒビール埼玉統括支社提供。埼玉県内のアサヒビール加盟の店のオーナーと電話を繋ぎ、お店について話を伺う。木曜日が祝日・お盆休みにあたる場合は休止となる。 オンエアしたお店の情報は翌日（金曜日）に更新される。
公式サイト
- FM Radio Shopping   13:50と14:50頃

日本直販提供のショッピングコーナー。NACK5の独自制作だが、商品は全国のラジオ局（関東以外ではJFN系列で放送）で放送されているラジオショッピングと同じ。祝日にあたる場合は休止となる。

## 終了したコーナー
三和豆水庵 presents 波乗り102TOWN
三和豆水庵提供。2012年4月以降はリニューアルされて、「Fresh Up 9」の火曜日・水曜日で放送されていた。
- FLYING GOGOMONZ

フライングガーデン提供。期間限定コーナー。2012年4月以降はリニューアルされて、「monaka」の月曜日と木曜日で放送された。
- どっちもヤダね～Selection

リスナーから寄せられた、「どっちもヤダね～」という2つの選択肢を紹介する。
- ◯◯モヤモヤ!

リスナーから寄せられた、テーマにあったモヤモヤエピソードを紹介する。
- オニマールが叫ぶ!未来の子供たちへ…大人たちの尊く無い教え!

リスナーから寄せられた、尊く無い教えネタを紹介する。
- それほどでもない相談室SeasonII 3minute!

リスナーから寄せられた“それほどでもない相談事”に、“それほどでもない落語家”の鬼丸が“それほどでもない”答えを出す。
- ご注意ください!ハタノユイゾー××歳

謎の演歌歌手・ゆうかりしずるのリサイタル公演に出没するという設定の、鬼丸扮する警備員「ハタノユイゾー××歳」が、拡声器を通してリスナーから寄せられた小さな視点で笑える注意書きネタを紹介する。スタート時は47歳で、不定期に復活するたびにしっかり年齢が上がっている。後に、番組発の企画として、歌手・ゆうかりしずるが登場。Nack5でも番組パーソナリティーを務める歌手・さくまひできとのデュエットで「人生たまたま、さいたまで」を発表。CD化された。
- GOODニュース BADニュース

リスナーから寄せられた、GOODニュース（良い出来事）と、GOODニュースのオチに当たるBADニュース（悪い出来事）のネタを紹介する。
- 名言・格言の対義語ワールド

リスナーから寄せられた名言・格言の対義語を紹介する。
- 怒鳴るぞ！トランぺ。大工の棟梁（2017年2月16日）

いわゆる、「大人の事情」により初回のみで打ち切りに。
- あの県の女って、あそこの県の男って・・・独断と偏見でゴメンネ。関東6県show
- 「ありがとう・・・の記憶」（月曜日、2015年4月6日 - 2017年4月24日）

月替わりに設定されるテーマに沿った、リスナーからの「ありがとう」にまつわるエピソードが紹介されていた。長らく「ジアスpresents『ありがとう・・・の記憶』」として放送されていたが、同社は2016年10月をもってスポンサーから外れている。
- マナーの茂み
- ローソン presents 鬼うまっ！発見隊 （火曜日、2017年6月6日 - 2017年7月25日）
- 家族で美味しく仲間と乾杯！徳樹庵「たべもんず」（木曜日、2016年10月6日 - 2017年9月28日）

徳樹庵提供。前半では徳樹庵のメニュー紹介や店舗からのロケの模様が放送され、後半にはリスナーから募集したメッセージ（テーマは「外食の時、ゆずれない！ぼくのわたしの食べ方の段取り・報告会」。）が紹介されていた。メッセージが紹介されたリスナーにはGOGOMONZステッカーがプレゼントされたほか、本コーナーに投稿されたすべてを対象に、抽選で2名に馬車道グループの食事券1万円分がプレゼントされていた。
- 大宮marvelousマンション管理人　茂木繁親58歳（水曜日、2017年5月24日 - 2017年8月30日）

投稿ネタが片桐八千代に片寄ってしまったため終了。
- 男を磨け！ウルモンズ（火曜日、2017年6月6日 - 2017年8月29日）
- SEIBU NAVI（水曜日、番組開始時 - 2018年4月25日）

西武鉄道提供。2015年10月7日からはコーナーがリニューアルされ、メッセージテーマ「心の中ではグシシっと、笑っていたこと」が設定されていた。メッセージが紹介されたリスナーには、西武鉄道オリジナルグッズがプレゼントされる。
前番組「NACK ON TOWN」から続くコーナーであり、メッセージのほか、西武線沿線のさまざまなイベントなどが紹介されている。初期は「NACK ON TOWN」から引き続き、西武鉄道スマイル&スマイル部の女性社員にパーソナリティの2人が質問しながら進行する形式で紹介していた。
- 銭バカ！アホの経済観念～だからお金が貯まらない～（木曜日、2017年2月2日 - 2018年8月23日）
- NTT GOGOMONZ Cafe （月～木曜日、番組開始時 - 2020年3月25日）

NTT東日本埼玉事業部提供。リスナーからのメッセージが紹介されるほか、併せて曲のリクエストも行われており、3曲程度紹介される。「DRIVE A GOGOMONZ」同様、メッセージテーマは、過去にメインテーマで扱われたものの中から選ばれており、不定期で新テーマに交替される。なお、このコーナーでゲストが登場する場合、通常のメッセージ紹介は休止される。2019年4月3日から2020年3月25日までは水曜日のみ放送。2020年3月25日放送分で終了。
- おやぢいらんかえ〜（月曜日）

2017年5月15日開始。「おやじいらんかえ～」という哀愁漂うBGMと共にコーナーが始まる。主に40代～50代リスナーである中年男性の特殊性癖やゲン担ぎ、人前では話せないような思考などを紹介し、女性パーソナリティに審議を問うコーナー。お便りの締め台詞は「こんなオヤジ、いかがですか？」。大半が「いらなーい！」と却下されてしまう。特殊性癖や特殊思考に対して鬼丸が共感できる場合は助け船を出す場合もあるが、「いらなーい！」が覆ることはほとんど無く、「気持ち悪い」として評価が悪化してしまう事もある。
- father-in-law, mother-in-law　義理の母、義理の父への手紙（火曜日）

リスナーから寄せられた、義理の母、義理の父へのうっぷんをしたためたメッセージを紹介するコーナー。投稿内容は相当な恨みつらみを書き綴っているものが大半であるが、リスナー側が柔らかな文面で投稿し、おだやかなBGMが流れ、鬼丸が優し気な口調で手紙風の紹介する。ハッピーウィークには本コーナーから派生したコーナー、「お姑さんお舅さんからの逆襲・『義理の娘、義理の息子への手紙』」が放送されることがある。
- 小さくってごめんね！これが私の人生！（水曜日）

椎名林檎の「人生は夢だらけ」のサビ部分に乗せて、リスナーからのお便りを読み上げるコーナー。主に家族や知人に対する腹が立ったことへの小さな仕返しを壮大に読み上げる。
- 人には言わない。人には言えない。心の落書き座右の銘（水曜日）

2017年6月21日開始。タイトル通り、誰にも言えないような事を座右の銘として紹介するコーナー。リスナーもかなり攻めている傾向があり、道徳的にきわどい内容も多い。時より感動系の大作が送られてくることがある。
- GOGOMONZ大喜利 season2（木曜日）

2017年10月5日開始。以前のコーナーが大好評だったため始まった。良くも悪くも「今話題の人」に限りなく似ている架空の人物に対してリスナーが回答をしていく。大半はその人物が起こした問題行動や特徴的な発言などがお題になる。とある落語家がお題になった際は、ほぼ全てのお便りが「嫁と弟子」に関するネタになる。
- GOGOMONZ 商売繁盛大作戦（水曜日）

2020年9月2日放送開始。リスナーの力で、ラジオの力で、ワケ有りのお店、ドラマがあるお店に夢を届けるコーナー。2020年12月30日終了。